# Фоминське (Митищинський міський округ)
Фоми́нське (рос. Фоминское) — присілок у складі Митищинського міського округу Московської області, Росія.

## Населення
Населення — 25 осіб (2010; 4 у 2002).
Національний склад (станом на 2002 рік):
- росіяни — 100 %